# Astroscleridae
Famille
Les Astroscleridae sont une famille de spongiaires de l'ordre de Agelasida.

## Systématique
La famille des Astroscleridae a été créée en 1900 par le zoologiste britannique Joseph Jackson Lister (d) (1857-1927).

## Liste des genres
Selon World Register of Marine Species (12 septembre 2021) :
- genre Astrosclera Lister, 1900
- genre Ceratoporella Hickson, 1912
- genre Goreauiella Hartman, 1969
- genre Hispidopetra Hartman, 1969
- genre Stromatospongia Hartman, 1969